# Khao Kheow Open Zoo
Koordinaten: 13° 12′ 59″ N, 101° 3′ 23″ O
Der Khao Kheow Open Zoo (Thai: สวนสัตว์เปิดเขาเขียว) ist ein Zoo, der sich westlich der Stadt Chon Buri in der gleichnamigen Provinz Chon Buri in Thailand befindet.

## Geschichte
1974 wählte ein Zooorganisationskomitee ein Gebiet am Fuße der Khao Kheow Mountains aus, um einen Tierpark zu gründen. Es handelte sich dabei um ein verkommenes Waldstück, das restauriert wurde. Zunächst wurden Tiere aus dem Dusit-Zoo angeschafft. Der Khao Kheow Open Zoo wurde am 1. Juni 1978 auf einer Fläche von ca. 500 Hektar für die Öffentlichkeit zugänglich gemacht. 1992 wurde die Fläche auf rund 800 Hektar erweitert.

## Anlagenbereiche und Tierbestand
Im Khao Kheow Open Zoo leben rund 8000 Tiere in 300 Arten. Das Gelände des Zoos ist in zwei große Zonen aufgeteilt. Die Tiere sind überwiegend nach geographischen Bereichen oder nach Tierfamilien gruppiert. In Zone 1 sind folgende Anlagen vorhanden: Gibbon-Insel, Lemuren-Insel, Anlagen für beide Flusspferdarten, Afrikanische Savanne, Asiatischer Forst, Reptilien-Anlagen, Volieren für Vögel sowie ein Bereich für Elefanten, in dem auch Vorführungen mit den Tieren stattfinden. Die Zone 2 enthält: Australische Fauna, Tal der Tiger, Anlagen für Schabrackentapire und Bongos sowie einen Hirschpark.
Der Zoo bietet seinen Besuchern außerdem spezielle Programme an, beispielsweise eine Nacht-Safari, bei der die Teilnehmer den Zoo nach Sonnenuntergang erkunden können und nach Einbruch der Dunkelheit den Nachtgeräuschen der Tiere lauschen sowie die Atmosphäre einer tropischen Nacht erleben. Die Besucher können auch durch das ausgedehnte Vogelrevier zu Fuß gehen und mehr als 80 verschiedene Vogelarten in einer Landschaft mit Bächen, Teichen, Wasserfällen und vielen Pflanzen sehen. Es besteht weiterhin die Möglichkeit, mit gemieteten Golfcarts das Gelände zu durchfahren.

## Zwergflusspferd-Jungtier Moo Deng
Am 10. Juli 2024 wurde im Khao Kheow Open Zoo ein Zwergflusspferd geboren und auf den Namen Moo Deng mit der Bedeutung „hüpfendes Schwein“ getauft. Das niedliche Zwergflusspferd wurde zu einem Internetphänomen. Die viralen Videos, die das Tier in seinem Gehege zeigen, haben sich schlagartig in den sozialen Netzwerken verbreitet und begeistern Millionen Menschen. Es entstand ein Medienhype. Internationale Unternehmen und Sportvereine nutzten Bilder des Tieres zu Werbezwecken, darunter auch der FC Bayern München. Moo Dengs Beliebtheit zeigt sich auch in der großen Nachfrage nach Merchandising-Artikeln wie T-Shirts und anderen Kleidungsstücken mit ihrem Bild. Der Zoodirektor betonte, dass die Einnahmen aus dem Verkauf dieser Artikel für die Verbesserung der Lebensbedingungen aller Tiere im Zoo verwendet werden sollen.
Mit dem großen Medienecho, das die Präsentation von Moo Deng auslöste, setzte sich eine Reihe von weltweiten Medienhypes fort, die beispielsweise mit dem Eisbären Knut im Zoo Berlin oder dem Opossum Heidi im Zoo Leipzig vorausgegangen waren.

## Kritik
Die Besucherzahlen im Zoo stiegen aufgrund des Medienechos nach der Geburt des Zwergflusspferds Moo Dengs stark an. Dies führte zu der Sorge, dass das Tier darunter leiden könnte. Besucher wurden kritisiert, die das Tier störten, indem sie Wasser und Gegenstände nach ihm warfen, um es zu größerer Aktivität anzuregen. Durch den anschwellenden Besucherandrang werden auch andere Tiere im Zoo gestört. Die Organisation People for the Ethical Treatment of Animals (Peta) kritisierte, dass sich das Zwergflusspferd nicht in einer natürlichen Umgebung entwickeln kann.
In einem anderen Fall gab es schon früher Kritik an der Präsentation von Tieren im Zoo. Aufgrund eines prämierten Fotos eines im Rahmen des Wettbewerbs Wildlife Photographer of the Year wurde die Öffentlichkeit im Jahr 2021 darauf aufmerksam, dass Elefanten im Zoo artfremd zur Unterhaltung der Besucher dienten. Das Foto zeigt einen Elefanten in einem Wasserbecken, während die Besucher durch ein Unterwasserfenster die Unterwasserkunststücke des Tieres betrachten.

## Arterhaltungs- und Informationsprogramme
Der Zoo beteiligt sich an verschiedenen Arterhaltungsprogrammen und wildert auch nachgezüchtete Tiere aus. Im Rahmen von Informationsveranstaltungen wird auf die Wichtigkeit des Zusammenlebens von Mensch und Tier hingewiesen.

## Galerie
Nachfolgende Bilder zeigen ausgewählte Tiere aus dem Bestand des Khao Kheow Open Zoos:

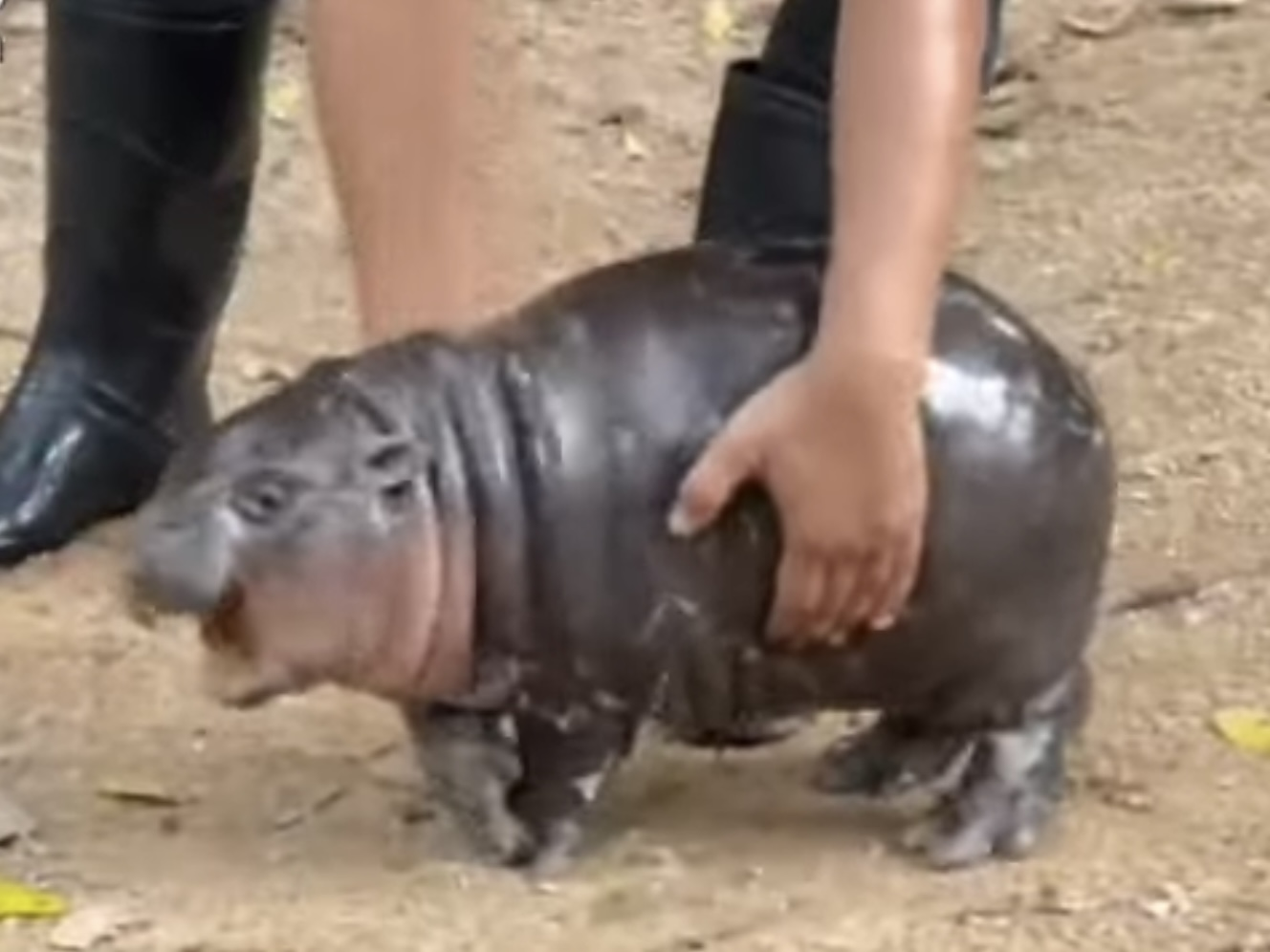
Zwergflusspferd Moo Deng
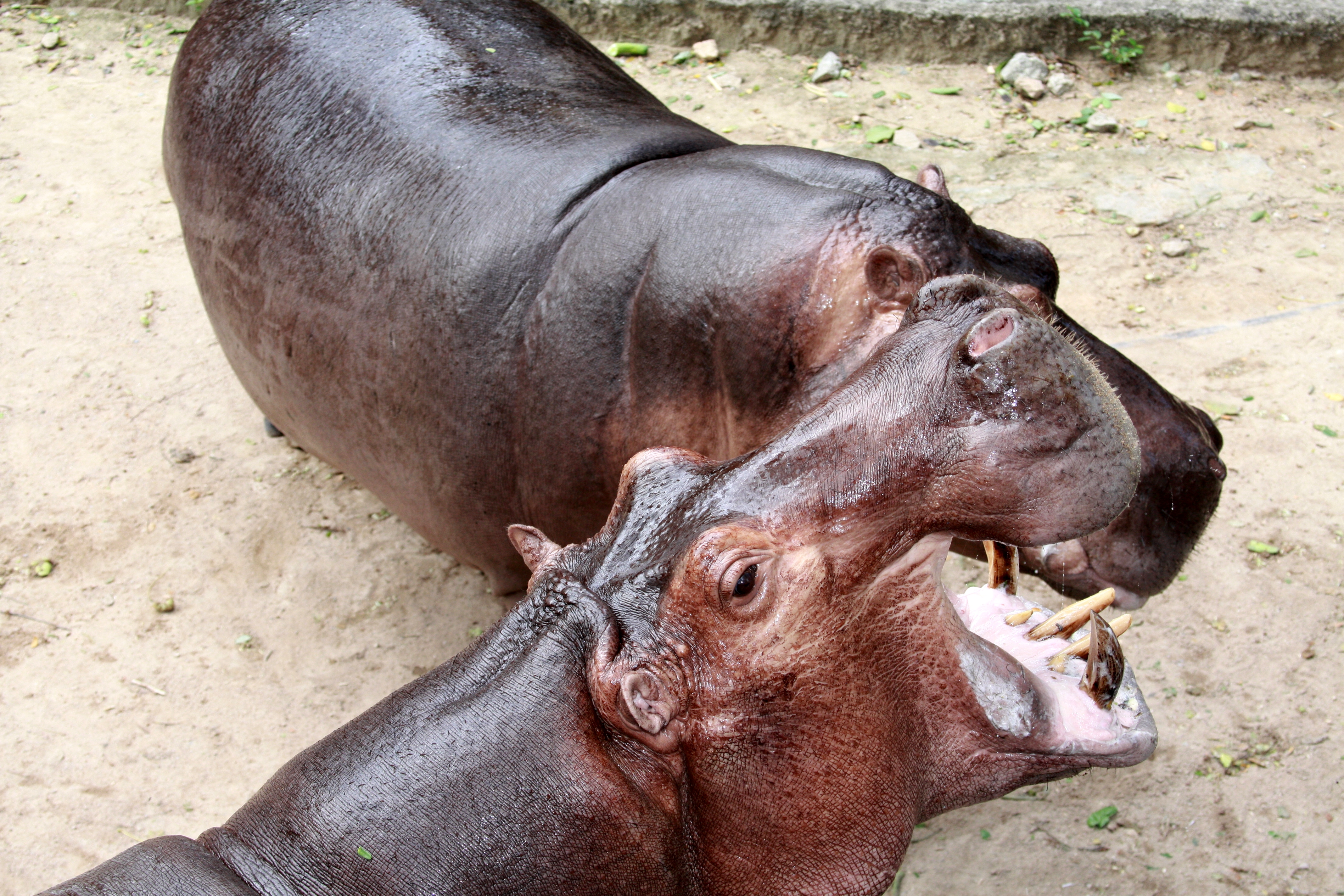
Flusspferde
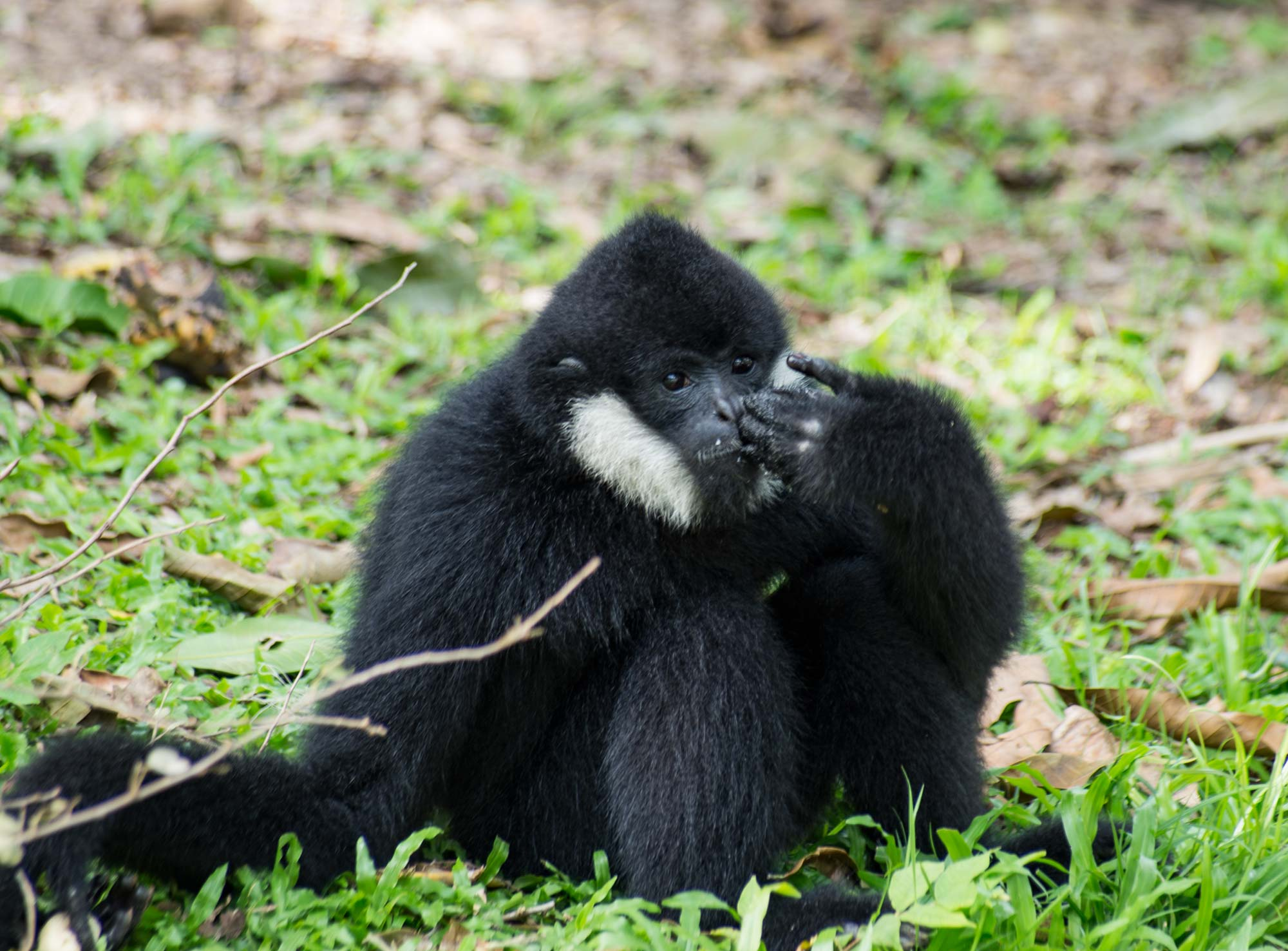
Nördlicher Weißwangen-Schopfgibbon, Männchen
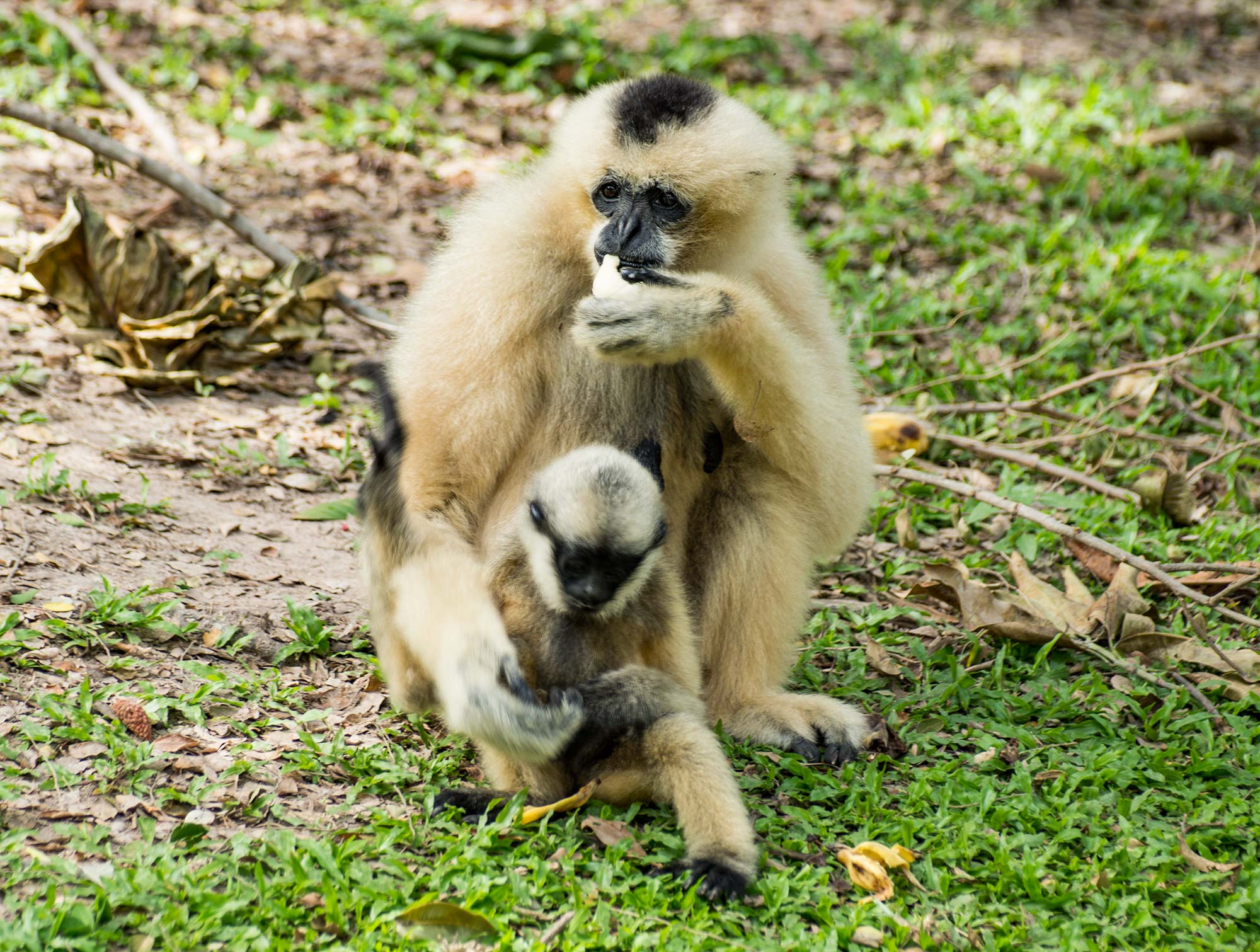
Nördlicher Weißwangen-Schopfgibbon, Weibchen mit Jungtier
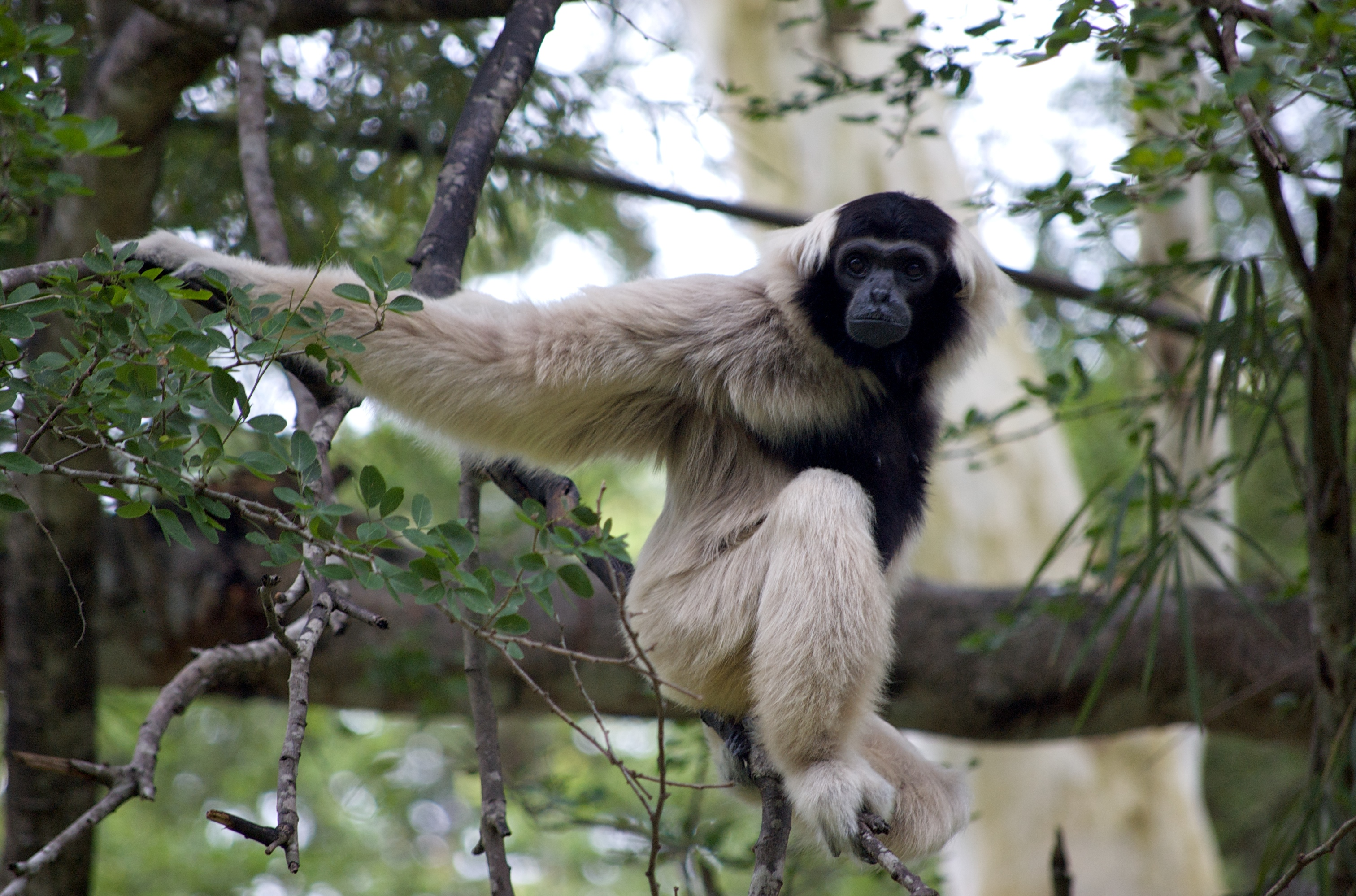
Kappengibbon
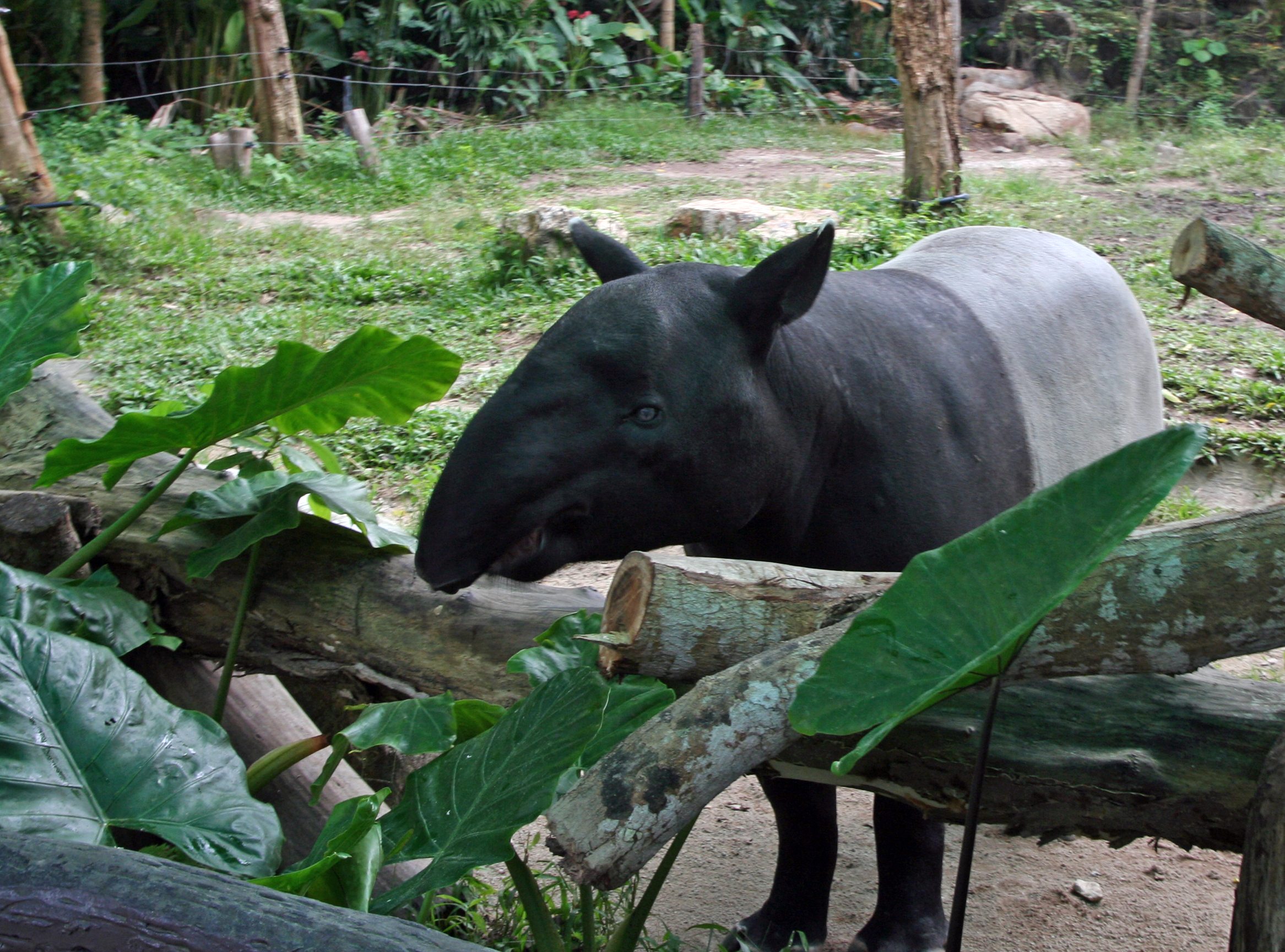
Schabrackentapir
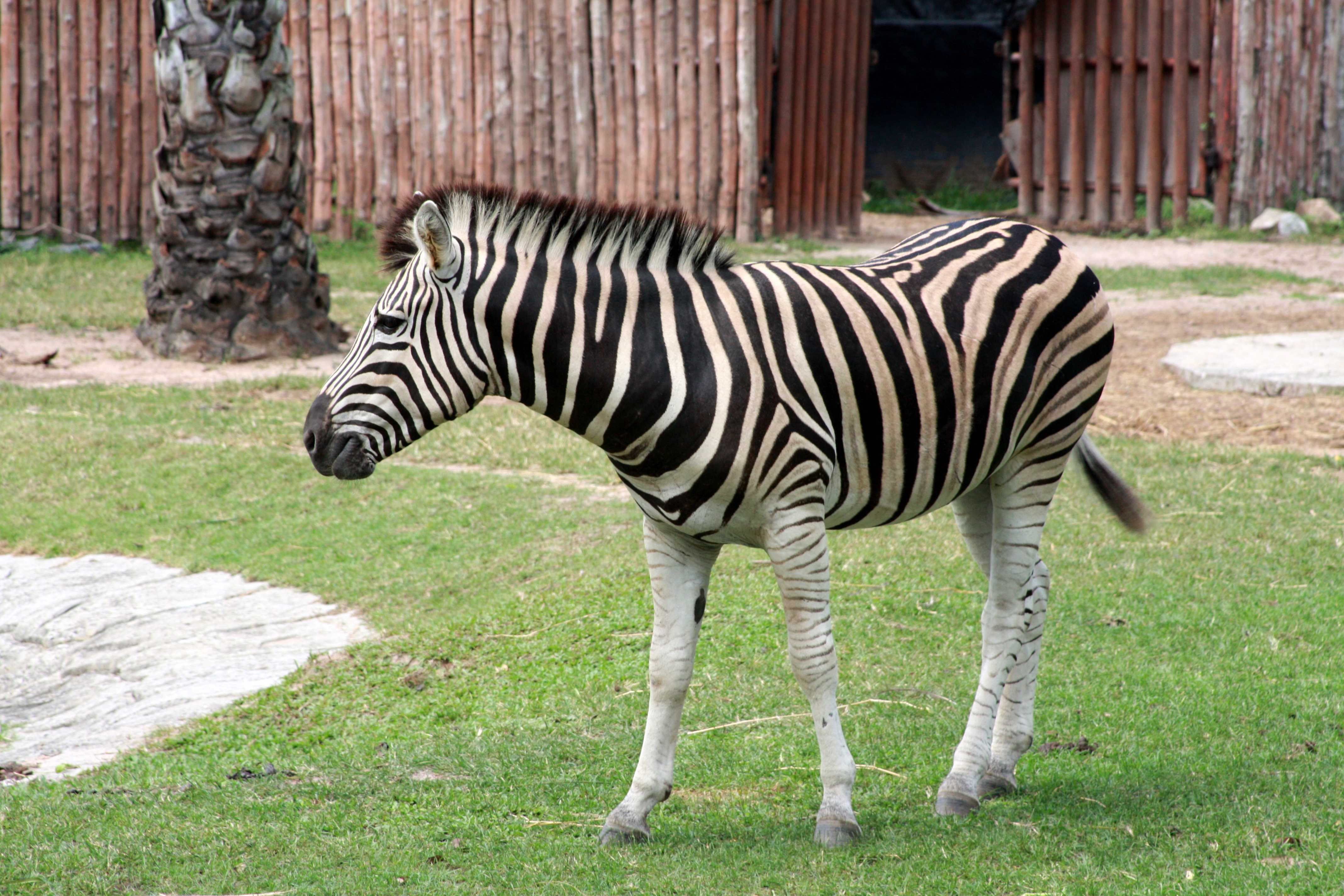
Steppenzebra
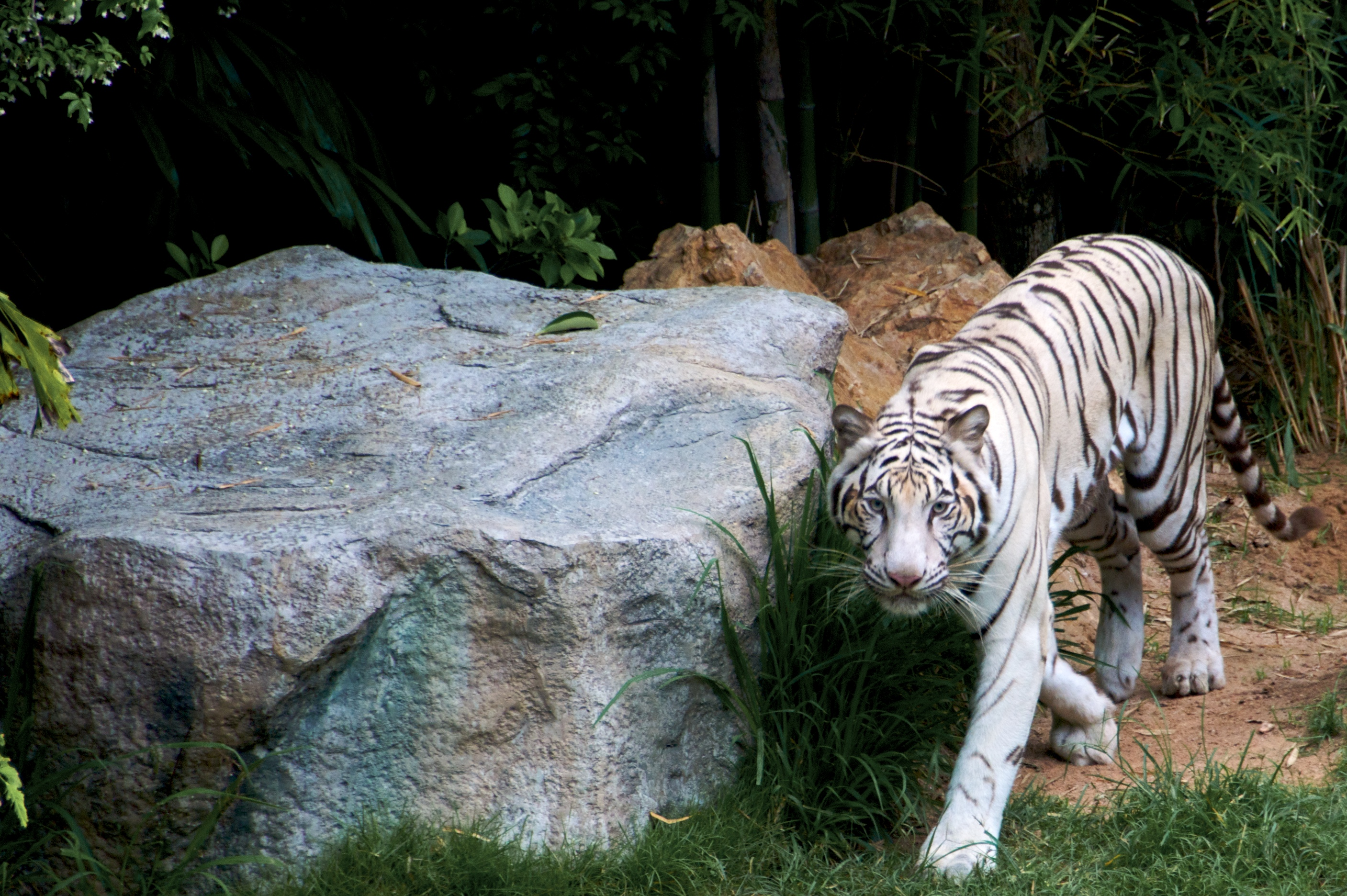
Weißer Tiger